# Dimocarpus gardneri
Dimocarpus gardneri är en kinesträdsväxtart som först beskrevs av Thw., och fick sitt nu gällande namn av Leenhouts. Dimocarpus gardneri ingår i släktet Dimocarpus och familjen kinesträdsväxter. Inga underarter finns listade i Catalogue of Life.